# Moumoute, un mouton dans la ville
Mouton dans la grande ville (Sheep in the Big City) est une série d'animation américaine en 26 épisodes de 22 minutes créée par Mo Willems, et diffusée entre le 17 novembre 2000 et le 7 avril 2002 sur Cartoon Network.
La série met en scène les mésaventures d'un mouton fuguant la ferme pour s'installer dans la grande ville ; certaines scènes sont d'ailleurs similaires à la série The Rocky and Bullwinkle Show.
En France, elle a été diffusée entre le 11 septembre 2001 et le 22 avril 2003 sur Cartoon Network. Elle sera ensuite rediffusée sur TPS Cinéfamily dans le bloc de programmation WB Kids. En Belgique, la série fut diffusée sur Club RTL.

## Synopsis
Fatigué de vivre dans la ferme de John, Moumoute décide de fuir pour s'installer dans la ville. Malheureusement, une organisation militaire secrète tente d'utiliser Moumoute pour l'implanter dans un rayon laser. Le général de cette organisation est entouré de militaires et de savants fous qui feront tout le nécessaire pour capturer une bonne fois pour toutes le mouton.

## Épisodes
La série fut la plus regardée des séries originales Cartoon Network dès sa première diffusion. L'épisode pilote a été diffusé lors du Cartoon Cartoon Summer le 18 août 1999.

## Distribution
| Personnages notables    | Voix originales     | Voix françaises   |
| ----------------------- | ------------------- | ----------------- |
| John le fermier         | James Edmund Godwin | Michel Vigné      |
| Ben Plotz, Le narrateur | Ken Schatz          | Patrick Guillemin |
| Moumoute                | Kevin Seal          | Patricia Legrand  |
| Général Particulier     | Kevin Seal          | Michel Prud'homme |
| Savant colérique        | Mo Willems          | Gérard Surugue    |
| 2e classe premier       | James Edmund Godwin | Emmanuel Curtil   |